# Civilization V
Sid Meier's Civilization V – turowa gra strategiczna z serii gier Civilization, której premiera miała miejsce 21 września 2010 w Stanach Zjednoczonych, a 24 września 2010 w Polsce.
Redakcja magazynu PC Gamer UK w 2015 roku przyznała grze 37. miejsce na liście najlepszych gier na PC.

## Zmiany względem poprzedniej części
Zastąpiono pola kwadratowe heksagonalnymi. Na jednym polu może znajdować się w danym momencie tylko jedna jednostka, opcjonalnie z robotnikiem. Łucznicy i artyleria mogą prowadzić ostrzał oddziałów oddalonych o więcej niż jedno pole. Zlikwidowano handel technologiami, lecz po obopólnej zapłacie, można je opracowywać razem z innymi cywilizacjami. Dodano możliwość handlowania własnymi miastami. Możliwe jest także kupno ziemi przed uprzednim rozrośnięciem się państwa.

## Cywilizacje i przywódcy
Łącznie z wszystkimi dodatkami i DLC gra zawiera 43 cywilizacje, z których każda ma swojego lidera, wyjątkową jednostkę, budynek i zdolności oraz unikatowe barwy i nazwy miast, a z dodatkiem "Bogowie i Królowie" również imiona szpiegów. To pierwsza odsłona serii, w której przywódcy mówią w swoim ojczystym języku.

## Rozszerzenia
19 czerwca 2012 wydane zostało rozszerzenie do gry zatytułowane Civilization V: Bogowie i królowie. Rozszerzenie wzbogaca grę o nowe technologie, jednostki, budynki i cuda świata. Wprowadza dziewięć nowych cywilizacji: Kartaginę, Szwecję, Holandię, Hiszpanię, Celtów, Majów, Hunów, Bizancjum i Austrię. W mechanice gry pojawia się religia, dyplomacja daje nowe możliwości.
12 lipca 2013 Firaxis wydało drugie rozszerzenie do gry pod tytułem Civilization V: Nowy wspaniały świat. Rozszerzenie wprowadza kolejnych dziewięć cywilizacji: Polskę pod przywództwem Kazimierza III Wielkiego, Zulusów, Wenecję, Asyrię, Szoszonów, Indonezję, Maroko, Portugalię i Brazylię. Mechanika wzbogacona jest o zgromadzenie międzynarodowe, międzynarodowe szlaki handlowe oraz zmianę w zasadach zwycięstwa kulturowego.